# Équipe d'Islande féminine de hockey sur glace
Cet article traite de l'équipe féminine. Pour l'équipe masculine, voir Équipe d'Islande de hockey sur glace.
L'équipe d'Islande féminine de hockey sur glace est la sélection nationale de l'Islande regroupant les meilleures joueuses de hockey sur glace islandaise lors des compétitions internationales. L'équipe est sous la tutelle de la Íshokkísamband Íslands. L'équipe est classée 31e sur 42 équipes au classement IIHF 2021 .

## Résultats

### Jeux olympiques
L'équipe féminine d'Islande n'a jamais participé aux Jeux olympiques.
- 2022 — Non qualifié

### Championnats du monde
- 1990-2004 — Ne participe pas
- 2005 — Trentième (4e de Division IV)
- 2007 — Trente-deuxième (5e de Division IV)
- 2008 — Vingt-huitième (1er de Division IV)
- 2009 — Division III annulée
- 2011 — Vingt-huitième (3e de Division IV)
- 2012 — Trentième (4e de Division IIB)
- 2013 — Trentième (4e de Division IIB)
- 2014 — Trentième (4e de Division IIB)
- 2015 — Trentième (4e de Division IIB)
- 2016 — Vingt-neuvième (3e de Division IIB)
- 2017 — Trentième (4e de Division IIB)
- 2018 — Trentième (3e de Division IIB)[4]
- 2019 — Trente-et-unième (3e de Division IIB)
- 2020 — Trentième (2e de Division IIB)
- 2021 — Pas de compétition en raison de pandémie de coronavirus [5].

### Classement mondial
| Année     | Rang       | Points     | Progression |
| --------- | ---------- | ---------- | ----------- |
| 2003-2004 | Non classé | Non classé | Non classé  |
| 2005      | 30         | 540        | -           |
| 2006      | 30         | 405        | ±0          |
| 2007      | 30         | 770        | ±0          |
| 2008      | 31         | 1 090      | -1          |
| 2009      | 29         | 685        | +2          |
| 2010      | 29         | 415        | ±0          |
| 2011      | 29         | 705        | ±0          |
| 2012      | 29         | 960        | ±0          |
| 2013      | 30         | 1 225      | -1          |

| Année      | Rang | Points | Progression |
| ---------- | ---- | ------ | ----------- |
| Fév. 2014  | 30   | 815    | ±0          |
| Avril 2014 | 30   | 1 355  | ±0          |
| 2015       | 30   | 1 350  | ±0          |
| 2016       | 30   | 1 370  | ±0          |
| 2017       | 30   | 1 365  | ±0          |
| Fév. 2018  | 32   | 1 365  | -2          |
| Avril 2018 | 31   | 1 380  | +1          |
| 2019       | 32   | 1 350  | -1          |
| 2021       | 31   | 1 325  | ±0          |